# Fiat Ritmo Abarth
La Fiat Ritmo Abarth était une voiture à caractère sportif créée sur la base de la berline Fiat Ritmo de série. Cette version sportive de la Ritmo sera déclinée sous divers modèles :
- Ritmo 105 TC (non-Abarth)
- Ritmo Abarth 125 TC
- Ritmo Abarth 130 TC.

La Ritmo Abarth n'a jamais été engagée officiellement en compétition par la Scuderia Fiat Corse.

## Histoire
La marque Fiat a toujours eu à son catalogue des versions sportives de ses principaux modèles de série, des versions coupé, spider ou rallye.
Succédant à la Fiat 128, la Ritmo ne disposait pas de version coupé comme la Fiat 128 Coupé, ni spider comme la Fiat X1/9. Pour faire face à la concurrence de la Golf GTI, Fiat lancera plusieurs déclinaisons sportives basées sur la version 3 portes de la Ritmo.

### La Ritmo 105 TC
En 1981, Fiat profite du lancement d'un complément de sa gamme Ritmo de base avec des versions plus luxueuses pour proposer deux nouvelles déclinaisons, la version Ritmo Cabrio, un cabriolet construit par la Carrozzeria Bertone et la sportive Ritmo 105 TC.
À la base, cette Ritmo sportive répondait à la demande de la clientèle de disposer d'un modèle animé par un moteur 1,6 litre de 100 ch. Fiat disposait de moteurs à deux arbres à cames en tête aux performances élevées et d'une très grande fiabilité. Utilisant la carrosserie de la version 3 portes de la Ritmo, avec quelques adaptations comme l'ajout d'une barre stabilisatrice avant, d'amortisseurs adaptés à la vitesse et accélération du moteur de 105 ch, l'aménagement intérieur est revu avec des sièges plus enveloppants, un volant sportif à 3 branches et une instrumentation complète. L'extérieur se distingue par un nombre de teintes limité dont le rouge sang est mis en avant, des pare-chocs noirs intégrant des anti-brouillards à l'avant et des profilés de bas de caisse noirs.
Les performances de cette version sont bonnes mais les spécialistes réclament encore plus au vu du réel potentiel de la voiture. Fiat se décide à tenter la version Abarth. La version 105 TC restera au catalogue jusqu'en 1985, date à laquelle la Ritmo céda sa place à la nouvelle Fiat Tipo qui n'eut jamais de version sportive Abarth. La 105 TC bénéficia des mêmes évolutions esthétiques que la 125 TC devenue 130 TC en 1983. En 1985, la Ritmo 100S a été lancée.

### Ritmo Abarth 125 TC
Bien que la direction Fiat n'ait jamais eu l'intention de reprendre la compétition, laissée à Lancia, la décision fut prise de présenter la version Ritmo Abarth en septembre 1981 à l'occasion du Salon de Francfort
Le moteur était le fameux 2 litres double arbre à cames en tête développant 125 ch à 6.000 tr/min. Équipée de jantes alliage et de pneumatiques spéciaux Pirelli P6 185/60R14 (pour l'époque), elle disposait d'une garde au sol abaissée ainsi que de barres de rapprochement, d'un large becquet en polyuréthane placé sous la lunette arrière et d'un traitement digne d'une voiture haut de gamme. Les freins étaient à disques ventilés à l'avant pour assurer un freinage efficace à cette voiture de 980 kg allant à 190 km/h avec une accélération 0-100 en moins de 9 secondes. La Golf GTI était dépassée. 
Les performances de cette version étaient de tout premier plan. Beaucoup d'écuries privées l'ont utilisée en course. Elle reçut des retouches esthétiques en 1983 et devint Ritmo 130 TC.

### Ritmo Abarth 130 TC
En septembre 1983, la Ritmo Abarth reprend les évolutions apportées au reste de la gamme Ritmo en fin d'année 1982 pour le MY 1983. Son poids diminue de 30 kg. L'Abarth devient 130 TC et se pare d'une véritable calandre avec quatre phares, le moteur gagne 5 ch à seulement 5.800 tr/min avec l'adoption de l'allumage électronique Magneti-Marelli Digiplex. L'accélération de 0 à 100km/h descend à 8 secondes. Cette version disputera de très nombreuses compétitions dans le groupe N du Championnat d'Europe des rallyes avec l'appui officieux de Fiat, Abarth proposant de nombreux kits de transformation pour les voitures en compétition.